# Cladura decemnotata
Cladura decemnotata là một loài ruồi trong họ Limoniidae. Chúng phân bố ở miền Cổ bắc.